# Kauterskill Clove, a Gorge in the Mountains, (Sanford Robinson Gifford)
Kauterskill Clove, a Gorge in the Mountains,1862, en su título original en inglés, es una obra de Sanford Robinson Gifford, un pintor paisajista estadounidense, de la Escuela del río Hudson. Sus paisajes ponen un gran énfasis en la luz, por lo que se incluye dentro del llamado luminismo americano, una rama especial dentro de aquella escuela de pintura.                                                                                                                                                                                                                                                                                                     

## Introducción
Kaaterskill Clove es un desfiladero o, más bien, un valle angosto, en las Montañas de Catskill, situado al oeste de Palenville, estado de Nueva York. The Clove fue formado por Kaaterskill Creek, un afluente de Catskill Creek, y se estima por los geólogos que podría tener una antigüedad de un millón de años. En algunos puntos el desfiladero tiene una profundidad de 762 metros.
De entre los parajes pintados por S.R. Gifford, Kauterskill Clove fue su temática favorita, a la cual representó con una aura poética, idealizada. Quizás esto se explique porqué S.R.Gifford fue el único gran pintor de la Escuela del Río Hudson que había crecido en esta región de las Montañas de Catskill.
Este lienzo es una de las como mínimo cinco grandes pinturas que S.R.Gifford hizo de este lugar, entre 1850 y 1880, un período que cubre la mayor parte de su carrera. Gifford también realizó diversos bocetos, dibujos a lápiz y bocetos al óleo, con lo cual resulta que este paraje es el más representado de sus temas. Thomas Cole y Asher Brown Durand también pintaron The Clove, pero ambos orientaron la vista hacia el este, hacia el valle del río Hudson. En cambio, Gifford eligió la vista occidental, o sea, orientada hacia Haines Falls.
Las pinturas y las otras obras datables de Gifford muestran que su interés por The Clove se intensificó en los años que van entre 1860 y 1863. Se conservan al menos seis dibujos a lápiz, tres bocetos al óleo y un estudio al óleo pertenecientes a este período. En estas obras se observa la transición desde una mera descripción topográfica, hasta la apoteosis de la luz solar en el presente lienzo, que recuerda los paisajes radiantes de J. M. W. Turner y de Frederic Edwin Church.

## Análisis de la obra
Esta obra representa una vista central hasta el fondo del valle, de forma que las laderas de las montañas de ambos lados descienden hacia el centro de la imagen, alineando el Sol de la tarde -apenas visible- con la cascada distante, a lo largo de un eje central. S.R. Gifford representa una cornisa rocosa en primer plano, que se corresponde con la curva de las montañas del fondo, mientras que, en el fondo del valle, Gifford ha pintado un lago y una cabaña. Por medio de un abedul en la repisa y mediante el suave giro lateral de una de sus ramas superiores, el pintor dirige el ojo del espectador hacia el sol. El follaje anaranjado-amarillo del abedul es propio del Indian Summer, de finales del verano norteamericano, tan del agrado del artista.